# Don Murray (Musiker)
Don Murray  (* 7. Juni 1904 in Joliet, Illinois; † 2. Juni 1929 in Los Angeles) war ein US-amerikanischer Musiker (Klarinette, Saxophon) des Chicago-Jazz.

## Leben und Wirken
Don Murray besuchte die High School in Chicago. Schon in seiner Jugend wurde er dort als Jazz-Klarinettist und Saxophonist bekannt, 1923 nahm er mit den New Orleans Rhythm Kings auf; Murray war aber kein reguläres Mitglied der Band, stieg jedoch immer wieder bei Sessions ein. Weitere Aufnahmen entstanden mit Jack Pettis und Bix Beiderbecke (1924).
Murray wirkte dann auch bei Aufnahmen von Muggsy Spanier mit und gehörte der Band von Jean Goldkette an, die in Detroit auftrat. Er blieb bis 1929 in Goldkettes Band; nach einem kurzen Gastspiel in Adrian Rollinis Band gehörte Murray dem Orchester von Ted Lewis an, in der damals auch Jimmy Dorsey und Benny Goodman spielten. Murray hatte auch einen Auftritt in Ted Lewis’ Film Is Everybody Happy? (1929).
Don Murray starb 1929 in einem Krankenhaus in Los Angeles an den Folgen eines Verkehrsunfalls.

## Diskographische Hinweise
- The New Orleans Rhythm Kings with Jelly Roll Morton (Milestone, 1922–25)
- Jack Pettis: His Pets, Band and Orchestra (Kings Cross)
- Adrian Rollini: Bouncin´ in Rhythm (Topaz)
- Joe Venuti: 1926-1928 (Classics)